# Consul castaneus
Consul castaneus är en fjärilsart som beskrevs av Butler 1873. Consul castaneus ingår i släktet Consul och familjen praktfjärilar. Inga underarter finns listade i Catalogue of Life.